# 陳良翼
陳良翼（1730年—1789年），字孔十，號卦峯，湖北蕲州（今蕲春）望天畈人，清朝政治人物，同進士出身。

## 生平
乾隆二十八年（1763年）登癸未科進士。授福安縣知縣，乾隆四十三年任（1778年）調繁福清縣知县，皆有政績。乾隆四十七年（1782年）諸羅發生漳泉械鬥（即謝笑案），大吏熟悉良翼的才能，且認為他能治理人民。次年，調諸羅縣知縣。
乾隆五十一年（1785年）升任云南嵩明州知州，以母親年老告歸，清高宗同意了他的請求，卻又正好自己生病未及成行，而留在台灣養病。踰年，林爽文起事。十二月初六日，起事軍攻陷諸羅城，殺攝縣事董啟埏及原署縣事唐鎰等，良翼亦被俘。因县民痛哭良翼为好官，起事軍将其释放。
乾隆五十二年（1787年）二月，總兵柴大纪克復諸羅，仍以良翼治理县事，并将所俘之人交其處理，問罪處死。經過審查，二百余人中，有三十五人并未参加起事，良翼不忍殺戮無辜，私自将此三十五人释放。同年五月，林爽文率众再围諸羅。良翼拒守至十月，彈盡糧絕，後大将军福康安率兵至而解围。朝廷嘉獎，改諸羅縣為嘉義縣。
乾隆五十三年（1788年）因私放三十五人之事，遭到免職，原擬斬監候，行刑定讞之日，嘉義士民忽然全都聲稱良翼此舉是保全無辜，清高宗查其情，释令良翼回籍。次年，入北京慶祝清高宗的壽誕，清高宗下令恩給知州原銜，不久便回鄉丁內艱，後同時染病而卒。

## 著作
著有《三生琐谈》二卷、《诸罗守城日记》一卷，所記皆為其在臺灣的經歷。